# Šója Tomizawa
Šója Tomizawa (japonsky 富沢 祥也, Tomizawa Shōya; 10. prosince 1990 – 5. září 2010) byl japonský motocyklový závodník. Po úspěšné kariéře v All Japan Road Race Championship přešel do MotoGP, kde v roce 2009 soutěžil ve třídě 250cc. V sezoně 2010 jezdil v nově vytvořené třídě Moto2. V nové třídě vyhrál první závod v Losail v Kataru, vyhrál o téměř pět sekund před Alexem Debonem a Julesem Cluzelem.
Tomizawa zemřel poté, co utrpěl lebeční, hrudní a břišní trauma při Velké ceně San Marina.

## Kariéra
Tomizawa se narodil v městě Asahi v prefektuře Čiba. Ve třech letech v roce 1994 začal závodit na kole, kolem roku 2001 se přesunul na minibike. Zatímco navštěvoval střední školu v Čibě, začal se plně účastnit závodů ve třídě 125cc All Japan Road Race Championship a získal 2. místo v sezoně 2006. Titul Nováčka roku byl bonus k rychle zahájené kariéře.
Tomizawa se v následujícím roce objevil v obou kategoriích 125cc a 250cc, skončil na 3. místě v 125cc a na 8. místě v 250cc v sezoně 2007. V roce 2008 se zaměřil na třídu 250cc a skončil druhý. Po dokončení studia střední školy v březnu 2009 byl Tomizawa rekrutován do nového týmu CIPMOTO-GP250, kde skončila jeho první celá sezona mezinárodních závodů na 17. místě s nejlepšími výsledky dvakrát na 10. místě v Motegi a Valencii na motocyklu Honda RS250R.
Tomizawa se přesunul do nové třídy Moto2, která v roce 2010 nahradila třídu 250cc. Na motocyklu Suter vyhrál úvodní závod Moto2 v Losail a pokračoval ziskem pole position a druhým místem v závodě ve Španělsku. Poté získal ještě pole position v Brně. Byl ve výrazně lepší formě v porovnání s jeho předchozími roky v MotoGP, byl sedmý po deseti závodech. Komentátor Toby Moody ho popsal jako "budoucí hvězdu".

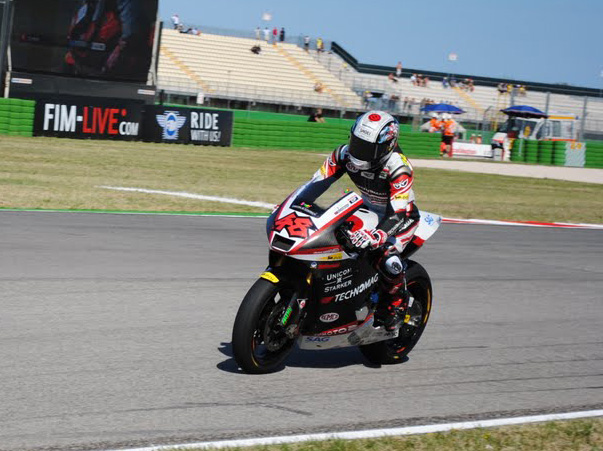
Šoja Tomizawa ve Velké ceně San Marina 2010

## Úmrtí
Tomizawa soutěžil v jedenáctém závodě mistrovství světa ve třídě Moto2 ve Velké ceně San Marina na mezinárodním okruhu v Misaně. 5. září ve 12. kole Tomizawa upadl v Curvone, rychlé pravoruké zatáčce, když po vlastní jezdecké chybě byl moc široký a ztratil přilnavost jeho zadní pneumatiky. Byl poté udeřen motocyklem Scotta Reddinga a Alexe de Angelise a utrpěl lebeční, hrudní a břišní poranění. Nejdříve byl převezen na lékařské centrum na okruhu než byl transportován do nemocnice v Riccione. Zemřel na následky poranění ve 14:20 místního času v nemocnici ve věku 19 let. Jeho smrt byla oznámena koncem závodu MotoGP. Vlajky na pódiu byly na půl žerdi a oslava na pódiu byla bez šampaňského.
Tomizawova nehoda byla první na úrovni Grand Prix od jeho krajana Daijira Kata, který zahynul v nejvyšší kategorii na okruhu Suzuka v roce 2003. Tomizawa si umístil Katovo závodní číslo 74 na levé rameno jako projev pocty k němu.

## Kariéra a statistiky

### Podle sezón
| Sezona | Třída | Motocykl | Závody | Výhry | Pódia | Pole position | Nejrychlejší kola | Bodů | Umístění | Mistrovství světa |
| ------ | ----- | -------- | ------ | ----- | ----- | ------------- | ----------------- | ---- | -------- | ----------------- |
| 2006   | 125cc | Honda    | 1      | 0     | 0     | 0             | 0                 | 0    | NC       | –                 |
| 2007   | 125cc | Honda    | 1      | 0     | 0     | 0             | 0                 | 0    | NC       | –                 |
| 2008   | 250cc | Honda    | 1      | 0     | 0     | 0             | 0                 | 2    | 26.      | –                 |
| 2009   | 250cc | Honda    | 15     | 0     | 0     | 0             | 0                 | 32   | 17.      | –                 |
| 2010   | Moto2 | Suter    | 10     | 1     | 2     | 2             | 0                 | 82   | 9.       | –                 |
| Celkem |       |          | 28     | 1     | 2     | 2             | 0                 | 116  |          | 0                 |

### Podle třídy
| Třída  | Ročník    | 1. Grand prix | 1. podium  | 1. výhra   | Závody | Výhry | Pódia | Pole position | Nejrychlejší kola | Body | Mistrovství světa |
| ------ | --------- | ------------- | ---------- | ---------- | ------ | ----- | ----- | ------------- | ----------------- | ---- | ----------------- |
| 125cc  | 2006–2007 | 2006 Japonsko |            |            | 2      | 0     | 0     | 0             | 0                 | 0    | 0                 |
| 250cc  | 2008–2009 | 2008 Japonsko |            |            | 16     | 0     | 0     | 0             | 0                 | 34   | 0                 |
| Moto2  | 2010      | 2010 Katar    | 2010 Katar | 2010 Katar | 10     | 1     | 2     | 2             | 0                 | 82   | 0                 |
| Celkem | 2006–2010 | 2006 Japonsko | 2010 Katar | 2010 Katar | 28     | 1     | 2     | 2             | 0                 | 116  | 0                 |

### Kompletní výsledky Shoye Tomizawy v Mistrovství světa
| Legenda k tabulce | Legenda k tabulce                                                                       |
| Barva             | Výsledek                                                                                |
| ----------------- | --------------------------------------------------------------------------------------- |
| Zlatá             | Vítěz                                                                                   |
| Stříbrná          | 2. místo                                                                                |
| Bronzová          | 3. místo                                                                                |
| Zelená            | Bodované umístění                                                                       |
| Modrá             | Nebodované umístění                                                                     |
| Modrá             | Dokončil neklasifikován (NC)                                                            |
| Fialová           | Odstoupil (Ret)                                                                         |
| Červená           | Nekvalifikoval se (DNQ)                                                                 |
| Červená           | Nepředkvalifikoval se (DNPQ)                                                            |
| Černá             | Diskvalifikován (DSQ)                                                                   |
| Bílá              | Nestartoval (DNS)                                                                       |
| Bílá              | Závod zrušen (C)                                                                        |
| Světle modrá      | Pouze trénoval (PO)                                                                     |
| Světle modrá      | Páteční testovací jezdec (TD)                                                           |
| Bez barvy         | Netrénoval (DNP)                                                                        |
| Bez barvy         | Vyřazen (EX)                                                                            |
| Bez barvy         | Nepřijel (DNA)                                                                          |
| Bez barvy         | Odvolal účast (WD)                                                                      |
| Bez barvy         | Nezúčastnil se (prázdné)                                                                |
| Označení          | Význam                                                                                  |
| Tučnost           | Pole position                                                                           |
| Kurzíva           | Nejrychlejší kolo                                                                       |
| †                 | Jezdec nedojel do cíle, ale byl klasifikován, protože odjel více než 90 % délky závodu. |
| ‡                 | Byl udělován poloviční počet bodů, protože bylo odjeto méně než 75 % délky závodu.      |
| Horní index       | Umístění bodujících jezdců ve sprintu                                                   |

| Rok  | Třída | Motocykl | 1      | 2      | 3       | 4       | 5       | 6       | 7       | 8      | 9      | 10      | 11      | 12     | 13      | 14      | 15     | 16     | 17  | Pozice | Body |
| ---- | ----- | -------- | ------ | ------ | ------- | ------- | ------- | ------- | ------- | ------ | ------ | ------- | ------- | ------ | ------- | ------- | ------ | ------ | --- | ------ | ---- |
| 2006 | 125cc | Honda    | SPA    | QAT    | TUR     | CHN     | FRA     | ITA     | CAT     | NED    | GBR    | GER     | CZE     | MAL    | AUS     | JPN Ret | POR    | VAL    |     | NC     | 0    |
| 2007 | 125cc | Honda    | QAT    | SPA    | TUR     | CHN     | FRA     | ITA     | CAT     | GBR    | NED    | GER     | CZE     | SMR    | POR     | JPN 22  | AUS    | MAL    | VAL | NC     | 0    |
| 2008 | 250cc | Honda    | QAT    | SPA    | POR     | CHN     | FRA     | ITA     | CAT     | GBR    | NED    | GER     | CZE     | SMR    | IND     | JPN 14  | AUS    | MAL    | VAL | 26.    | 2    |
| 2009 | 250cc | Honda    | QAT 12 | JPN 10 | SPA 12  | FRA Ret | ITA Ret | CAT Ret | NED Ret | GER 13 | GBR 15 | CZE 13  | IND DNS | SMR 12 | POR Ret | AUS 15  | MAL 16 | VAL 10 |     | 17.    | 32   |
| 2010 | Moto2 | Suter    | QAT 1  | SPA 2  | FRA Ret | ITA 6   | GBR 6   | NED 5   | CAT Ret | GER 18 | CZE 10 | IND DNS | SMR Ret | ARA    | JPN     | MAL     | AUS    | POR    | VAL | 13.    | 82   |